# Daniel Obajtek
Daniel Obajtek (ur. 2 stycznia 1976 w Myślenicach) – polski polityk, menedżer, urzędnik i działacz samorządowy. W latach 2006–2015 wójt gminy Pcim, w latach 2016–2017 prezes Agencji Restrukturyzacji i Modernizacji Rolnictwa, w latach 2016–2018 członek rady nadzorczej spółki Lotos Biopaliwa, w latach 2017–2018 prezes grupy Energa, w latach 2018–2024 prezes Orlenu. Poseł do Parlamentu Europejskiego X kadencji (od 2024).

## Życiorys
Syn Jana (malarza pokojowego) i Haliny. Daniel Obajtek uczęszczał do technikum weterynaryjnego w Zespole Szkół Rolniczych w Nowym Targu, z którego został usunięty, a następnie do technikum rolniczego w Zespole Szkół w Myślenicach, które ukończył w 1995. W 1995 zatrudnił się jako operator maszyn chemicznych w przedsiębiorstwie Elektroplast w Stróży, prowadzonym przez swoich wujów Józefa i Romana Lisów, produkującym osprzęt instalacyjny. W latach 2002–2006 był radnym gminy Pcim, w latach 2006–2015 był wójtem gminy Pcim.
W 2014 ukończył studia w Prywatnej Wyższej Szkole Ochrony Środowiska w Radomiu na kierunku ochrona środowiska (specjalności: bezpieczeństwo i higiena w środowisku pracy oraz zarządzanie środowiskowe w sytuacjach kryzysowych). W 2019 ukończył program Executive MBA w języku polskim, organizowany przez firmę szkoleniową Gdańska Fundacja Kształcenia Menedżerów.

### Działalność samorządowa
Daniel Obajtek karierę samorządową rozpoczął w 2002 jako radny gminy Pcim. W tym czasie pełnił funkcję przewodniczącego komisji kultury fizycznej i sportu, zdrowia, oświaty oraz spraw socjalnych.
W kolejnych wyborach samorządowych w 2006 został wybrany na wójta gminy Pcim, uzyskując ponad 55% głosów i wygrywając z Andrzejem Padlikowskim. W tym czasie obaj kandydaci nie należeli do żadnej partii politycznej.
W trakcie pierwszej kadencji na stanowisku wójta, Daniel Obajtek doprowadził do realizacji m.in. projektu kompleksowej przebudowy i modernizacji centrum gminy, w ramach którego zmodernizowano drogi i chodniki, wykonano oświetlenie, antresolę, iluminowaną kładkę oraz postawiono pomnik poświęcony ofiarom II wojny światowej. Wybudowano także plac zabaw. W wyborach w 2010, już jako członek Prawa i Sprawiedliwości, osiągnął wynik wyborczy na poziomie 86,6%.
W kadencji 2010–2014 realizowano m.in. projekty związane z cyfryzacją, a w miejscowej szkole otworzono dla dzieci gabinet stomatologiczny.
W wyborach samorządowych w 2014 Obajtek powtórzył sukces z poprzednich wyborów osiągając wynik 84,8%.
Ze stanowiska wójta zrezygnował w 2015, kiedy powierzono mu obowiązki prezesa Agencji Restrukturyzacji i Modernizacji Rolnictwa.

### Działalność w spółkach skarbu państwa
27 listopada 2015 Danielowi Obajtkowi powierzono pełnienie obowiązków prezesa Agencji Restrukturyzacji i Modernizacji Rolnictwa, a 13 stycznia 2016 – powołano na to stanowisko.
W lipcu 2016 roku został powołany na stanowisko przewodniczącego rady nadzorczej Lotos Biopaliwa Sp. z o.o. Jednocześnie pełnił funkcję przewodniczącego rady nadzorczej spółki skarbu państwa Dalmor S.A.. 2 marca 2017 został powołany na stanowisko prezesa zarządu grupy energetycznej Energa S.A.. 5 lutego 2018 został powołany na stanowisko prezesa zarządu spółki Orlen (urzędowanie rozpoczął 6 lutego 2018), zastępując Wojciecha Jasińskiego. W lutym 2024 został odwołany ze stanowiska prezesa Orlenu (urzędowanie zakończył 5 lutego 2024).
Od 2018 pełnił funkcję przewodniczącego rady Polskiego Komitetu Olimpijskiego. W tym samym roku został członkiem rady programowej Forum Ekonomicznego w Krynicy.

## Wyniki wyborcze
| wybory | organ                | okręg wyborczy | komitet wyborczy                                | wynik            |
| ------ | -------------------- | -------------- | ----------------------------------------------- | ---------------- |
| 2002   | radny gminy Pcim     | 4              | Komitet Wyborczy Wyborców "Efekt Gospodarności" | 137 (34,86%)     |
| 2006   | wójt gminy Pcim      | -              | Komitet Wyborczy Wyborców WSPÓLNA GMINA         | 2377 (55,76%)    |
| 2010   | wójt gminy Pcim      | -              | Prawo i Sprawiedliwość                          | 4178 (86,61% )   |
| 2014   | wójt gminy Pcim      | -              | Prawo i Sprawiedliwość                          | 4088 (84,78%)    |
| 2024   | Parlament Europejski | 9              | Prawo i Sprawiedliwość                          | 171 689 (27,14%) |

## Kontrowersje
Przeprowadzona w ARiMR redukcja zatrudnienia skutkowała kilkudziesięcioma przegranymi przez agencję procesami w sądach pracy i koniecznością wypłaty odszkodowań z powodu naruszenia prawa pracy.

### Postępowanie karne i umorzenie
15 kwietnia 2013 Daniel Obajtek został zatrzymany przez Centralne Biuro Śledcze Policji (CBŚP) pod zarzutem m.in. przyjęcia korzyści majątkowej w wysokości 50 tys. zł. Prokuratura wystąpiła o areszt, sąd nakazał jednak zwolnić wójta. Według doniesień dziennika „Gazeta Krakowska” Prokuratura Okręgowa w Ostrowie Wielkopolskim postawiła mu zarzut „współdziałania ze zorganizowaną grupą przestępczą kierowaną przez Macieja C. „Prezesa”, wyłudzenie z firmy Elektroplast w Stróży 1,4 mln zł i podzielenie się tą kwotą z przestępcami, do tego przyjęcie jako wójt Pcimia, 50 tys. zł łapówki”.
30 października 2013 do Sądu Okręgowego w Sieradzu wpłynął akt oskarżenia przeciwko ośmiu osobom działającym w grupie „Prezesa”, wśród których znalazł się Daniel Obajtek. W akcie oskarżenia znalazły się zarzuty: przyjęcia korzyści majątkowej w wysokości 50 tys. złotych i dwukrotnego wprowadzenia w błąd właścicieli zakładu Elektroplast w Stróży odnośnie do ilości dostarczonego towaru na kwoty odpowiednio – 315 tys. zł oraz co najmniej 1 075 847,62 zł. Przez prawie trzy lata proces nie mógł się rozpocząć, a w tym czasie inni oskarżeni zawarli ugody finansowe z Elektroplastem. Prokuratura Okręgowa w Piotrkowie Trybunalskim wycofała we wrześniu 2016 akt oskarżenia w celu jego uzupełnienia. W połowie lutego 2017 śledztwo z wątkiem Daniela Obajtka przejęła od prokuratury w Piotrkowie Trybunalskim Prokuratura Krajowa i przekazała je do małopolskiego wydziału zamiejscowego Prokuratury Krajowej.  We wrześniu 2017 śledztwo wobec Daniela Obajtka umorzono. Wątpliwości komentatorów budziło to, że wycofanie z sądu aktu oskarżenia i umorzenie postępowania przez prokuraturę podległą ministrowi sprawiedliwości Zbigniewowi Ziobrze zbiegało się czasowo z powołaniem Obajtka na stanowisko w rządowej agencji, a następnie państwowej spółce. Przepis umożliwiający wycofanie bez kontroli sądu aktu oskarżenia, znany w prasie jako „lex Obajtek”, został natomiast uchwalony dopiero miesiąc wcześniej, co wskazywało, że jego celem było wycofanie właśnie tej konkretnej sprawy.

### „Taśmy Obajtka”
26 lutego 2021 dziennik „Gazeta Wyborcza” ujawnił nagrania zawierające zapis rozmów telefonicznych Obajtka z 2009, tj. z czasu sprawowania przez niego urzędu wójta gminy Pcim. Obszerny materiał zawierał treść wielogodzinnych rozmów telefonicznych Obajtka z partnerami biznesowymi, które miały świadczyć o złożeniu niezgodnych z prawdą depozycji w sprawie dzielenia funkcji wójta z kierowaniem spółką TT Plast. W kolejnych dniach „Gazeta Wyborcza” opublikowała artykuł, w którym przedstawiono powiązania rodzinne i towarzyskie Obajtka i kilku osób, m.in. Zofii Paryły, która w 2020 została prezesem koncernu naftowego Grupa Lotos; Obajtek i Paryła pracowali razem w przedsiębiorstwie Elektroplast w Stróży.
Publikacje dotyczące Obajtka wywołały szereg komentarzy w debacie publicznej i medialnej. Posłowie Koalicji Obywatelskiej złożyli do prokuratury wniosek w sprawie majątku Obajtka, a do Najwyższej Izby Kontroli skierowali wniosek o zbadanie dotacji, jakie miały uzyskać spółki powiązane z Obajtkiem z publicznych funduszy. Posłowie Lewicy zażądali od ministra sprawiedliwości i prokuratora generalnego Zbigniewa Ziobry, aby wszczął postępowanie z urzędu wobec Daniela Obajtka, a w celu zbadania potencjalnych nieprawidłowości związanych z majątkiem i finansową działalnością Obajtka złożyli wniosek do Centralnego Biura Antykorupcyjnego. Zaapelowali też do Obajtka o ujawnienie przez niego własnych oświadczeń majątkowych. W obronie Daniela Obajtka wypowiadali się politycy obozu rządzącego z PiS oraz rzecznik prezydenta Andrzeja Dudy. Informacje zawarte w publikacjach Gazety Wyborczej zdementował PKN Orlen, ponieważ opublikowane treści dotyczyły m.in. rzekomych powiązań majątkowych pomiędzy spółką PKN Orlen, spółką Prowbud oraz Danielem Obajtkiem, co zdaniem PKN Orlen było nieprawdą, a stawiało w złym świetle działalność Spółki polegającą na wspieraniu sportowców, co jest jednym z ważniejszych elementów CSR Spółki. Doniesienia Gazety Wyborczej zdementowała także spółka Prowbud oraz Akademia Piłkarska Beniaminek Krosno, które także zostały pomówione w artykule Wyborczej.
W materiale Wiadomości TVP wulgaryzmy i wyzwiska, którymi w nagranych rozmowach posługiwał się Obajtek, zostały usprawiedliwione zespołem Tourette’a, na który jakoby Daniel Obajtek miał chorować. W odpowiedzi na to Zarząd Polskiego Stowarzyszenia Syndromu Tourette’a wydał krytyczne wobec materiału TVP oświadczenie stwierdzając: „nie zgadzamy się na wykorzystywanie i manipulowanie wizerunkiem osób cierpiących na ZT”.
W marcu 2021, w odpowiedzi na serię artykułów sugerujących nielegalne pochodzenie majątku oraz niejasne interesy, Daniel Obajtek postanowił ujawnić swoje dokumenty finansowe za lata 1998–2020 i przekazać do wglądu zainteresowanym dziennikarzom.
8 czerwca 2021 Sąd Okręgowy w Warszawie w całości oddalił żądania Obajtka, by „Gazeta Wyborcza” zaprzestała publikowania informacji o jego wielomilionowym majątku i nieformalnych układach z deweloperami, których sponsoruje PKN Orlen. Sąd uznał, że interes publiczny oraz wolność prasy stanowią argument za tym, by ujawniać takie informacje. W lutym 2022 Sąd Apelacyjny w Warszawie prawomocnie oddalił pozew Daniela Obajtka o publikację sprostowania artykułu „Taśmy Obajtka…”.

### Nagrania ujawnione w roku 2024
W marcu 2024 Onet poinformował, że dysponuje nagraniem z podsłuchu jaki CBA założyło ówczesnemu prezesowi Orlenu. Według portalu jest na nim rozmowa Obajtka z dziennikarzem śledczym Piotrem Nisztorem, który prosi prezesa o pracę dla żony i ojca oraz ujawnia, że ma kłopotliwe dla PiS-u informacje o aferze GetBack. Komentując te doniesienia, Nisztor stwierdził, że słyszał o tym, że jego rozmowy z Obajtkiem mogły zostać nagrane, nie wie jednak, czy nagrania są wiarygodne i czy nie zostały zmanipulowane. Z kolei Obajtek we wpisie w serwisie X uznał, że zarówno nagrywanie go jak i przekazywanie tych nagrań jest patologią i zapowiedział złożenie zawiadomienia w tej sprawie do prokuratury.
Wcześniej Onet opublikował z kolei zapisy rozmowy telefonicznej Daniela Obajtka z Adamem Burakiem – byłym członkiem zarządu Orlenu, którego CBA miało podsłuchiwać w latach 2020–21. Według nich, były prezes firmy wykorzystywał walkę z koronawirusem do wewnętrznej walki w obozie PiS oraz do budowy własnego wizerunku, podejmując w tym celu m.in. decyzję o wysłaniu przez Orlen do Watykanu płynów dezynfekcyjnych, maseczek i kombinezonów wartych ponad trzy miliony złotych (chociaż w Polsce brakowało wówczas sprzętu do walki z koronawirusem).

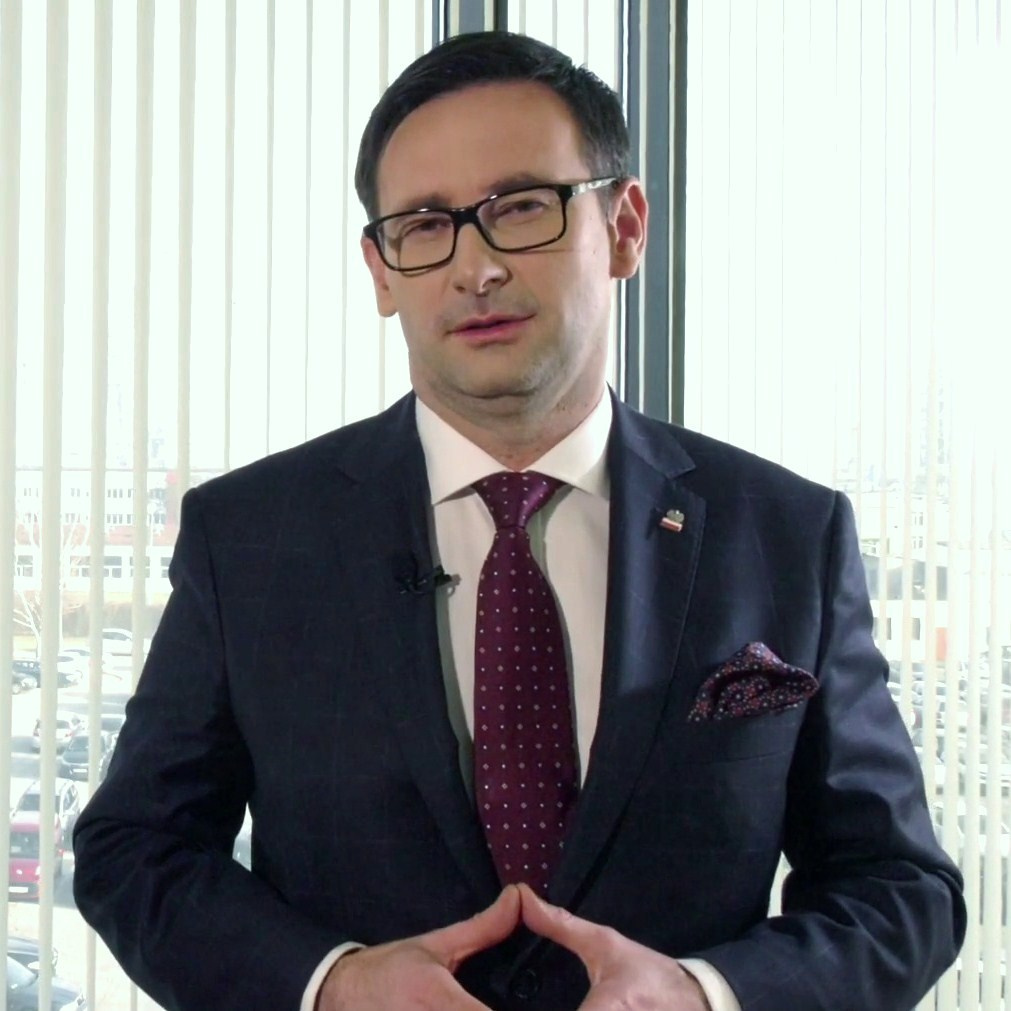
Daniel Obajtek w 2019

## Nagrody i wyróżnienia
- Laureat plebiscytu na „Osobowość Ziemi Myślenickiej” (2009)[61]
- I miejsce w kategorii „Zdrowie i Opieka Społeczna” oraz tytuł „Lidera Opieki Społecznej” w organizowanym na terenie województwa małopolskiego plebiscycie „Euro-Gmina” (2009)[62]
- I miejsce w kategorii „Debiutant Roku” w organizowanym przez „Gazetę Bankową” rankingu „Liderzy Polskiej Gospodarności” (2016)[63]
- Laureat nagrody Polskiego Kompasu za determinację i upór w budowaniu polskiego – międzynarodowego koncernu petrochemicznego (2018)[64]
- Wyróżnienie gospodarcze nagrody „Człowiek Wolności” – laur gospodarczy przyznany przez czytelników i redakcję tygodnika „Sieci” (2018)[65]
- Tytułu Prezesa Roku w 25. edycji nagrody „Byki i Niedźwiedzie” dziennika „Parkiet” (2018)[66]
- Nagroda Prometejska im. Lecha Kaczyńskiego (2019)[67]
- Honorowe Odznaczenie Litewskiej Konfederacji Biznesu[68]
- Wektor – nagroda za „skierowanie największego polskiego koncernu paliwowego na nowe, perspektywiczne tory rozwoju oraz wspieranie krajowego biznesu i polskiego sportu” (2019)[69][70]
- Człowiek Roku 2019 Forum Ekonomicznego w Karpaczu (2020)[71][72]
- Nagroda „Człowiek Wolności” przyznana przez redakcję tygodnika „Sieci” (2020)[73]
- Nagroda „Człowiek Roku” przyznana przez redakcję tygodnika „Wprost” (2020)[74]
- Gwiazda Roku – Nagroda czytelników dziennika „Parkiet” (2020)[75]
- Tytuł „Najbardziej Wiarygodnego Prezesa” w rankingu „Najbardziej Wiarygodny w Polskiej Gospodarce”, organizowanym przez agencję ISB News (2020)[76]

## Publikacje
- Zmiany we Wspólnej Polityce Rolnej Unii Europejskiej w latach 2014–2020 i wyzwania z tym związane, w: Fundusze Unii Europejskiej jako czynnik poprawy konkurencyjności i jakości życia na obszarach wiejskich Podkarpacia (współautor), wydawnictwo Fosze, Rzeszów 2016
- Repolonizacja polskiego rolnictwa – polityczne hasło czy potrzeba gospodarcza? w: Repolonizacja Polski (współautor), wydawnictwo Biały Kruk, Kraków 2016[77]

## Życie prywatne
Bratem Daniela Obajtka jest Bartłomiej Obajtek, były dyrektor Regionalnej Dyrekcji Lasów Państwowych w Gdańsku.
Daniel Obajtek był żonaty z Agnieszką (małżeństwo zakończyło się rozwodem); z tego związku pochodzi ich syn Piotr Obajtek.
Następnie związał się z Pauliną Salą, z którą pozostaje w nieformalnym związku partnerskim. Od kiedy Obajtek zaczął zajmować wysokie stanowiska w agencjach rządowych i spółkach skarbu państwa, Sala zaczęła zasiadać we władzach spółek skarbu państwa, często pośrednio mu podległych.